# Десница великого мастера (фильм)
«Десница великого мастера» — художественный фильм, снятый в 1969 году на киностудии «Грузия-фильм» по мотивам одноимённого романа К. С. Гамсахурдия. Премьера — 31 января 1972 года (Москва).

## Сюжет
Фильм об обречённости мастера, вынужденного творить в тираническом государстве, подробное описание Грузии при правлении царя Георгия I.
В фильме рассказывается об архитекторе Константине. Ему было поручено строительство церкви. Было очень трудно — во-первых, из-за знатных людей, которым не нравилось назначение на эту должность нищего. Во-вторых, его возлюбленная упрекает его в том, что он всё время заботится о своей «Светицховели» (так называется церковь), и не может уделить ей немного времени, а царь и эти знатные люди ничего хорошего взамен не сделают. А он и сам знает об этом, но строит не потому, что ждёт взамен богатства или благодарности.

## В ролях
- Отар Мегвинетухуцеси — царь Георгий I
- Тенгиз Арчвадзе — Константин Арсакидзе
- Лали Бадурашвили — Шорена
- Тенгиз Мушкудиани — Чиабер Эристави
- Дмитрий Мчедлидзе — Эристави Колонкелидзе
- Акакий Васадзе — Парсмани
- Сесилия Такайшвили — Бордохани
- Давид Абашидзе — Мамамзе Эристави
- Гиви Тохадзе — Ражден
- Зураб Капианидзе — Пипа
- Василий Годзиашвили — католикос Мелкиседек I
- Софико Магалашвили — царица Мариами
- Джуаншер Джурхадзе — Звиад Спасалари
- Георгий Геловани — Гиршел Эристави
- Лиана Асатиани — Гурандухти
- Верико Анджапаридзе — мать Арсанидзе
- Лейла Абашидзе — Вардисахар (озвучивала Серафима Холина)
- Амиран Такидзе — Шавлег Тохаисдзе (озвучивал Юрий Леонидов)
- Спартак Багашвили — Клалундаури
- Котэ Даушвили — Бодокия
- Михаил Султанишвили — Ганмгетухуцеси
- Картлос Марадишвили — Пховели

## Съёмочная группа
- Режиссёры — Вахтанг Таблиашвили и Деви Абашидзе
- Сценаристы — Константин Гамсахурдия и Вахтанг Таблиашвили
- Оператор — Георгий Челидзе
- Композитор — Арчил Кереселидзе
- Художники — Шота Гоголашвили и Кахабер (Кахи) Хуцишвили